# バルシネ
バルシネ（ギリシア語:Βαρσίνη、ラテン文字表記：Barsine、紀元前363年頃 - 紀元前309年）は、フリギアのサトラップであるアルタバゾス2世の娘。

## 略歴・人物
ロドス島のメントルの妻であり、その死後はメントルの弟メムノンの妻となった。紀元前334年、アレクサンドロス3世がアジアに侵攻した年、彼女と子供達はメムノンによって忠誠を示す人質としてダレイオス3世の元に送られ、翌年、ダマスカスがマケドニアに占領されると、彼女はアレクサンドロス3世の手に落ちて側室となり、ヘラクレスを生んだ。
紀元前323年にアレクサンドロス3世が死去すると、ネアルコスはヘラクレスを王位に就けることを画策したが、失敗した。彼女は、紀元前309年に息子とともに、カッサンドロスの命を受けたポリュペルコンに殺害された。